# Guerre romano-hernique
La guerre entre Rome et les Herniques oppose la République romaine aux Herniques, un ancien peuple italique, vers 362-358 av. J.-C.
Durant la plus grande partie du Ve siècle av. J.-C., la République romaine est alliée avec la ligue latine et les Herniques pour repousser avec succès les Volsques et les Èques. Au début du IVe siècle av. J.-C., cette alliance prend fin.
Plusieurs guerres opposent les Romains à des cités latines et volsques, parfois alliées contre Rome et, entre 362 et 358 av. J.-C., un conflit éclate avec les Herniques. Ces derniers se soumettent finalement à Rome, leur territoire passant sous domination romaine.
En 307-306, Rome mate une rébellion de certaines villes herniques. Ces cités rebelles herniques sont directement intégrées dans la République romaine tandis que celles qui sont restées loyales gardent une certaine autonomie et indépendance. Au cours du siècle suivant, il devient impossible de distinguer les Herniques des voisins latins et ils disparaissent en tant que peuple distinct.

## Lefœdus Cassianumdu début duVesiècleav. J.-C.
Les sources antiques rapportent qu'en 486, les Herniques rejoignent le fœdus Cassianum, une alliance militaire conclue entre les cités de la ligue latine et Rome. Alors que le fonctionnement précis de la ligue demeure incertain de nos jours, son objectif global est clair.
Au début du Ve siècle av. J.-C., les Latins sont menacés par la migration des Volsques et des Èques qui viennent s'installer dans le sud-est du Latium, dans le cadre d'un mouvement migratoire plus large des peuples sabelliens depuis les Apennins vers les plaines d'Italie.
Les sources antiques montrent Rome et les Latins lutter contre les Volsques ou les Èques presque chaque année pendant toute la première moitié du Ve siècle av. J.-C. Ce conflit presque permanent est plutôt dominé par des raids, des pillages et des escarmouches plutôt que par les batailles décrites dans les auteurs antiques.
Au cours de la deuxième moitié du Ve siècle av. J.-C., les Romains et les Latins semblent avoir endigué le flot volsque et èque. Les sources notent la fondation de plusieurs colonies latines à cette époque et les mentions de guerres contre les Èques et les Volsques deviennent moins fréquentes. Il n'y a plus nécessité pour les Latins de maintenir leur alliance et Rome, après sa conquête de Véies en 396, est clairement devenu l'état le plus puissant du Latium, ce qui en fait un partenaire potentiellement dangereux.

## La défection des Herniques dans les années 380

### Le récit des auteurs antiques
Tite-Live écrit qu'en 389, après une centaine d'années d'alliance et d'amitié, les Latins et les Herniques font défection et abandonnent leur alliance avec Rome après sa mise à sac par les Gaulois.
Ensuite, en 386 et 385, des contingents latins et herniques combattent aux côtés des Volsques. Rome proteste et refuse de restituer les prisonniers latins et herniques, mais ne déclare pas pour autant la guerre à ses anciens alliés.

### L'avis des historiens modernes
Tite-Live voit le sac de Rome par les Gaulois comme une catastrophe qui encourage ses voisins à se soulever contre elle dans l'espoir de profiter de sa faiblesse temporaire. Les historiens modernes pensent cependant que la tradition ancienne exagère l'impact historique du sac. De même, ils sont en désaccord avec le point de vue de Tite-Live sur la défection des Herniques. Ils considèrent que la rupture de l'alliance n'a pas été aussi soudaine mais découle plutôt d'une dégradation progressives des relations,.
La rupture du traité est peut-être davantage due à une politique voulue par Rome qui cherche ainsi à se libérer de ses obligations imposée par le traité et acquérir une plus grande liberté d'action. Mais les Latins et les Herniques, n'étant plus menacés par les Èques et les Volsques, peuvent également avoir saisi l'occasion laissée par le sac de Rome pour abandonner l'alliance avec Rome qui les dominait de plus en plus. Après la rupture du traité, certains Latins et Herniques ont pu être amenés à lutter aux côtés des Volsques mais il se peut également que ce qoit une invention de Tite-Live ou de ses sources pour fournir un motif littéraire à son récit.
Excepté quelques douteuses références, aucun conflit n'est rapporté entre les Romains et les Herniques jusqu'en 366.

## La guerre romano-hernique de 362-358

### Le contexte

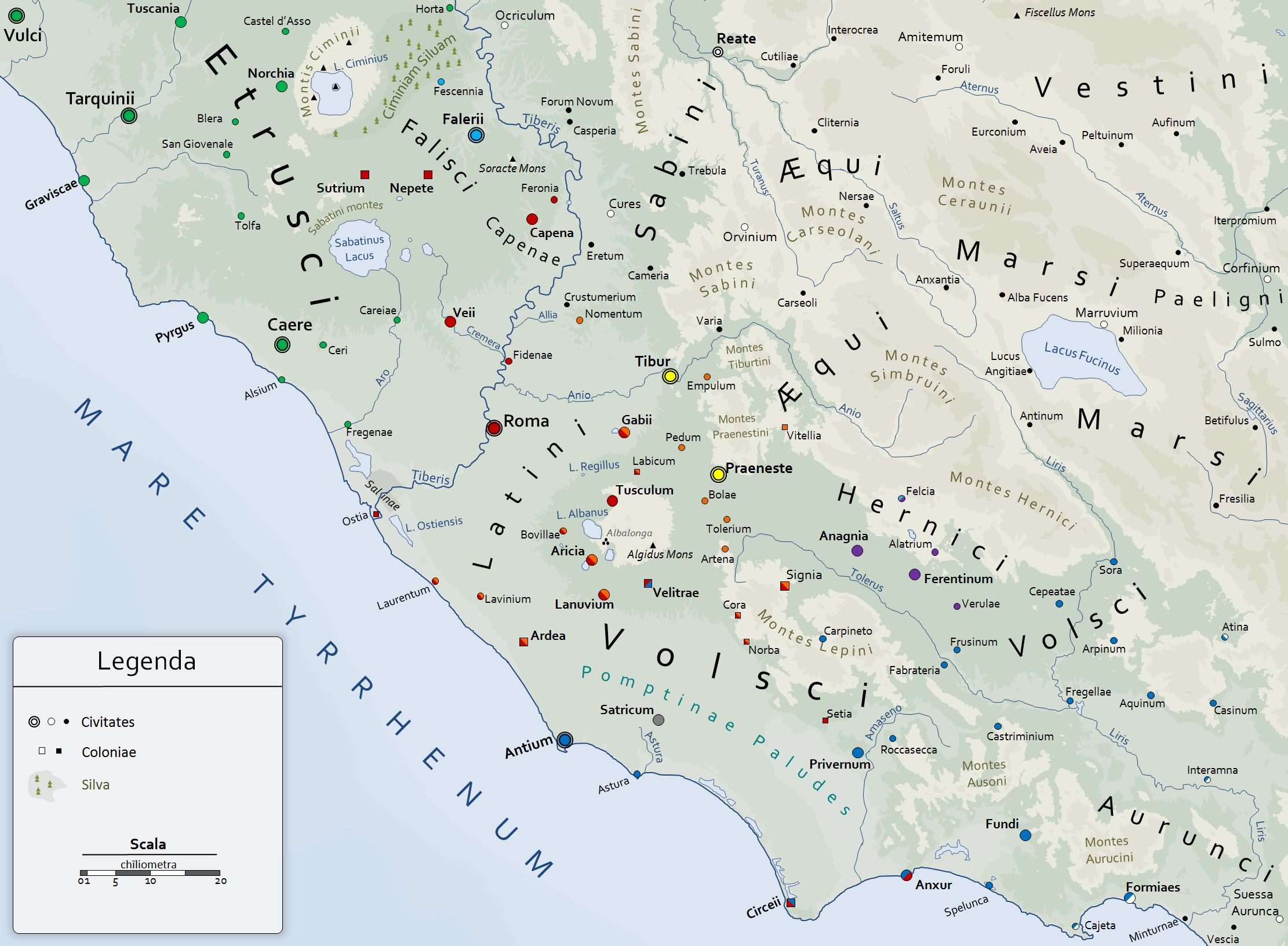
Carte du Latium avant la guerre romano-hernique en 362.
Légende des couleurs des cités et des colonies :

- Étrusques
- Falisques
- Romains
- Colonie romano-latine peuplée majoritairement de Volsques
- Ville latine dominée par Rome
- Colonie romano-latine
- Latins neutres
- Latins en guerre contre Rome entre 361 et 354[N 1]
- Herniques
- Volsques
- Cité volsque ou aurunce (ou samnite pour Atina)
- Peuples neutres : Ombriens, Sabins, Vestins, Èques,

                                      Marses, Péligniens et Aurunces

### Les sources
Après de nombreuses années de paix, les Romains entrent en guerre contre les Herniques en 362 av. J.-C., début d'une succession de victoires militaires sans précédent dans son histoire. Tite-Live fournit le seul récit de cette guerre romano-hernique. En outre, deux triomphes et une ovation contre les Herniques sont enregistrés dans les Fasti triumphales.

### Le récit des auteurs antiques
| Signia                  |
| Localisation de Signia. |
| Signia                  |

Selon Tite-Live, en 366, la nouvelle de la rébellion des Herniques parvient à Rome, mais aucune décision n'est prise, à cause du consul plébéien selon l'historien romain.
En 363, pour conjurer la peste, les Romains nomment Lucius Manlius Capitolinus Imperiosus dictateur uniquement pour effectuer un ancien rituel au temple de Jupiter Optimus Maximus. Celui-ci tente d'utiliser sa magistrature exceptionnelle pour prendre le commandement dans la guerre contre les Herniques, mais face au ressentiment public et à la résistance des tribuns de la plèbe, il est contraint d'abdiquer de son poste.
Après que les fétiaux ont été envoyés en vain chez les Herniques pour exiger réparation, le Sénat et le peuple romain votent en 362 la guerre contre les Herniques. Lucius Genucius Aventinensis devient le premier consul plébéien à commander une armée en temps de guerre, mais les Herniques surprennent Genucius dans une embuscade. Le consul est tué et ses légions sont mises en déroute.
Le consul survivant, le patricien Quintus Servilius Ahala, nomme Appius Claudius Crassus Inregillensis (en) comme dictateur. En attendant l'arrivée du dictateur, Caius Sulpicius Peticus assure le commandement de l'armée, assiégée dans un camp romain par les Herniques. Sulpicius parvient par une sortie à forcer les Herniques à battre en retraite. Avec l'arrivée du dictateur et de ses légions depuis Rome, la force de l'armée romaine est doublée. De leur côté, les Herniques appellent sous les armes tous les hommes et forment une unité spéciale de 3 200 guerriers d'élite. Les Romains et les Herniques campent chacun d'un côté d'une vaste plaine et la bataille les opposant se déroule en son milieu. Quand la cavalerie romaine se rend compte qu'elle ne peut briser les lignes ennemies par des moyens classiques, elle démonte et charge comme l'infanterie. Ils sont contrés par l'unité spéciale des Herniques. Après un dur combat, les chevaliers romains prennent le dessus et les Herniques sont mis en déroute. Le lendemain, les Romains sont retardés dans l'attaque du camp hernique par la difficulté à obtenir des présages favorables et ne réussissent pas à prendre le camp adverse avant l'arrivée du crépuscule. Les Herniques profitent de la nuit pour abandonner leur camp et se retirer. Voyant passer les ennemis sous leurs murs, les habitants de Signia sortent et dispersent les forces herniques. Le bilan côté romain est également lourd, avec un quart de leur force tombé ainsi qu'une part considérable de la cavalerie.
| Ferentinum                  |
| Localisation de Ferentinum. |
| Ferentinum                  |

Tite-Live donne seulement de brefs récits pour les années restantes de la guerre romano-hernique, se concentrant davantage sur les guerres contre les Gaulois qui se déroulent en même temps.
En 361, les consuls romains envahissent le territoire hernique. Ne trouvant aucun ennemi sur le terrain, ils attaquent et prennent Ferentinum. Le consul Caius Sulpicius Peticus entre en triomphe à Rome en mars.
En 360, le consul Marcus Fabius Ambustus reçoit le commandement de la guerre contre les Herniques. Il les vainc d'abord dans quelques batailles mineures, puis dans une de plus grande envergure dans laquelle les Herniques attaquent avec toutes leurs forces. Grâce ses victoires, Fabius entre dans la ville de Rome en ovation le 5 septembre.
En 358, les Romains assignent à Caius Plautius Proculus le commandement de la guerre hernique. Le consul vainc les Herniques et les force à se soumettre. Il triomphe à Rome le 15 mai.

### L'avis des historiens modernes
Comme d'habitude, Tite-Live considère Rome comme le parti offensé, mais les visées romaines sur les terres herniques peuvent avoir été la cause réelle de cette guerre. La mobilisation ratée de Lucius Manlius Capitolinus Imperiosus est probablement non historique et a pu être inventée pour expliquer la fameuse accusation formulée contre lui et traditionnellement datée de 362.
Le récit détaillé de Tite-Live de la campagne de 362 est ponctué d'évènements habituels qu'on retrouve dans ses autres récits de bataille de l'époque. Il est très probable que peu de détails fournis proviennent de documents authentiques. Le premier commandement militaire tenu par un consul plébéien et la dictature qui s'ensuit d'un patricien conservateur est à rapprocher du récit de Tite-Live sur les luttes politiques de cette période. En raison du caractère littéraire de cet épisode et de l'absence de triomphe de Appius Claudius Crassus dans les Fasti triumphales, certains historiens rejettent cette dictature. Stephan P. Oakley ne considère pas ces arguments comme décisifs mais estime qu'une victoire romaine contre les Herniques en 362 est historique, ainsi que la dictature de Claudius et l'implication de la cité de Signia.
Il n'y a pas de raison particulière de douter de l'historicité des victoires romaines de 361 à 358 mais la succession des petites victoires de Marcus Fabius Ambustus avant une victoire plus importantes semble douteuse et pourrait être considérée comme une condensation de récits provenant de plusieurs sources.
En 358, les Latins renouvellent leur alliance avec Rome quand le Latium est menacé par l'invasion des Gaulois. Cette peur des Gaulois peut également avoir influencé les Herniques et les pousser à accepter un nouveau traité avec Rome, mais ils obtiennent probablement des termes moins favorables qu'avec l'ancienne alliance,. Ferentinum est décrite comme indépendante en 306 et a dû être restituée aux Herniques à un moment de paix, peut-être dans le cadre des conditions de paix.
Sur les deux tribus créées en 358, la Pomptina est évidemment située dans les marais pontins sur le territoire pris aux Volsques, mais l'emplacement de la Publilia est moins sûr, les historiens modernes la localisent parfois sur les terres prises aux Herniques, mais il est aussi possible qu'elle soit également située dans la plaine pontine,,.

## Rébellion finale des Herniques (307-306)
Selon les auteurs antiques, vers la fin de la deuxième guerre samnite, en 307, les Romains trouvent un certain nombre d'hommes d'origine hernique parmi les prisonniers capturés lors d'une bataille contre les Samnites. Ils sont placés sous bonne garde dans plusieurs cités latines tandis que les Romains enquêtent pour savoir s'ils ont combattu volontairement pour les Samnites ou s'ils ont été enrôlés de force.
Les historiens modernes parlent d'un soulèvement en 306, conséquence d'une attaque samnite au-delà de la vallée du Liris, dans celle du Tolerus menant à Rome, région où sont installés les Herniques. Anagni fait partie des cités révoltées, ce qui est moins sûr pour Ferentinum,.
Ils sont facilement vaincus par les Romains. Le consul Quintus Marcius Tremulus triomphe sur Anagni et les Herniques le 29 juin.
Comme punition pour leur sédition, Anagni et les autres villes sont annexées à la République romaine, obtenant le statut de civitas sine suffragio. Aletrium, Verulae et peut-être Ferentinum sont autorisées à conserver leur autonomie et à jouir de droits similaires à ceux des Latins.